# Pont Street
Pont Street est une rue de Londres, traversant les quartiers de Knightsbridge et de Belgravia.

## Situation et accès

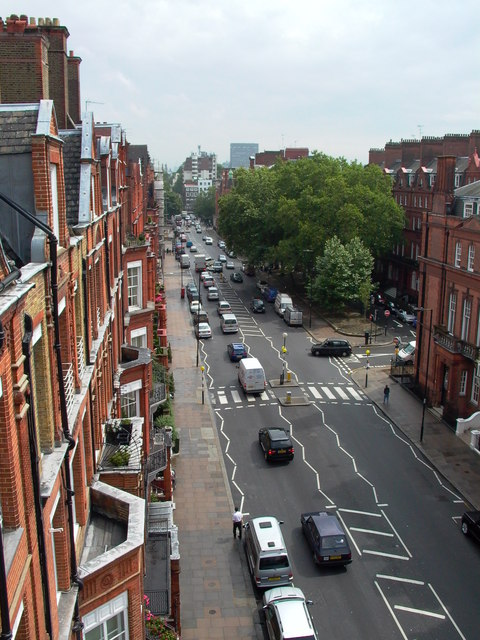
Pont Street en direction de l’est.

Orientée est-ouest, longue de 570 mètres, elle est traversée à peu près en son milieu par Sloane Street.
La station de métro la plus proche est celle de Sloane Square, desservie par les lignes  Circle  District.

## Origine du nom
Le nom de la rue provient certainement du français pont, jugé plus chic, à l’époque de l’aménagement de la rue, que son équivalent anglais bridge. Une carte du XIXe siècle montre à cet endroit un pont enjambant la rivière Westbourne.

## Historique
La rue a été aménagée dans les années 1830.

## Bâtiments remarquables et lieux de mémoire

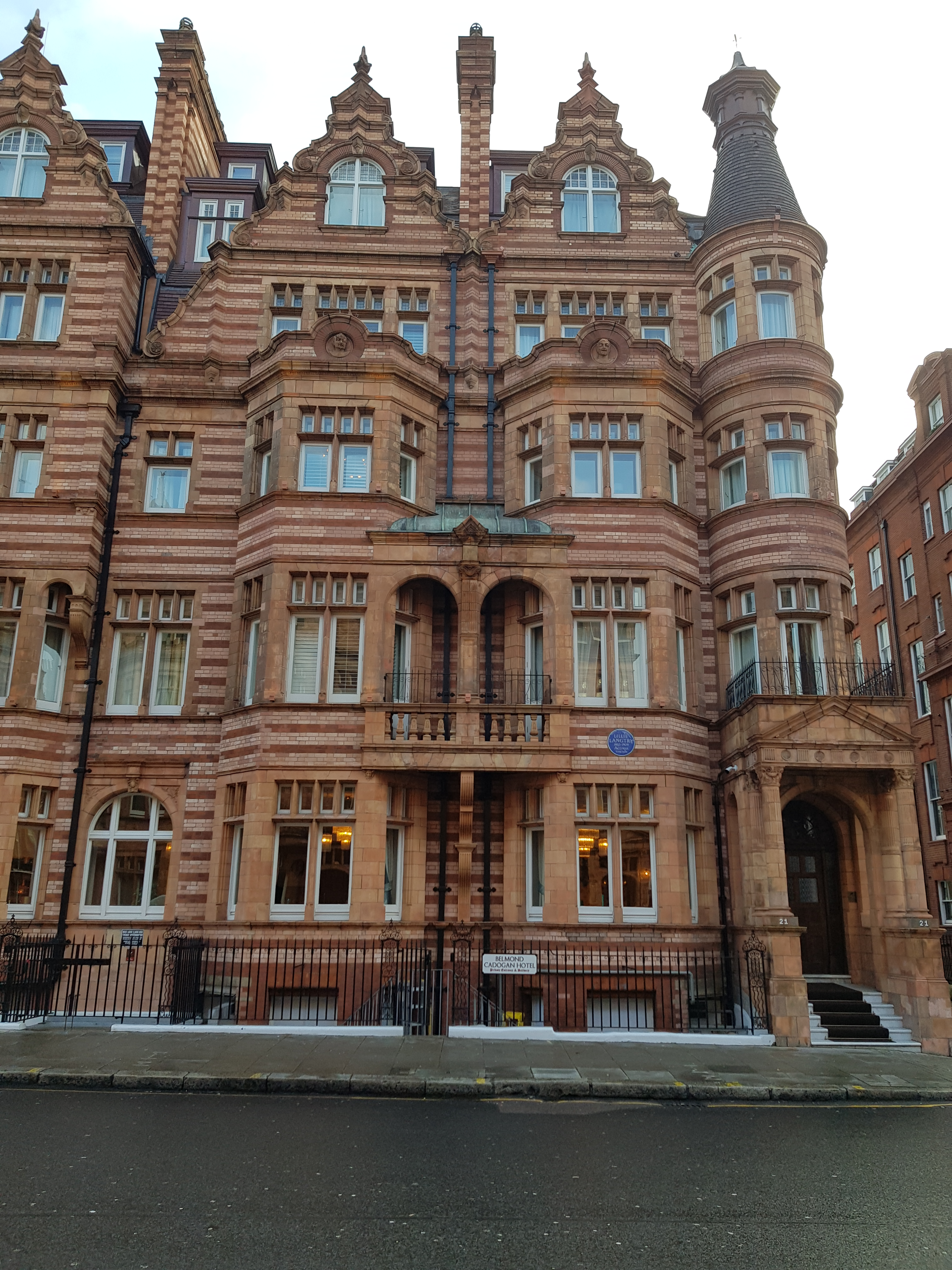
No 21.

Cette rue se distingue par son unité architecturale dans le style Pont Street Dutch, style caractérisé par de grandes maisons à pignons en briques rouges construites à la fin des années 1870 et occupées par des familles très aisées. Plusieurs de ces maisons sont l’œuvre de l’architecte J.J. Stevenson.
- No 21 : l’actrice Lillie Langtry (1853-1929) a vécu à cette adresse de 1892 à 1897, comme l’indique un macaron en façade.